# Province de Hà Tĩnh
Hà Tĩnh est une  province  de la région de la côte centrale du Nord du Viêt Nam.

## Administration
La Province de Hà Tĩnh est composée des villes de Hà Tĩnh et de Hồng Lĩnh et des districts suivants:
- Cẩm Xuyên
- Can Lộc
- Đức Thọ
- Hương Khê
- Hương Sơn
- Kỳ Anh
- Lộc Hà
- Nghi Xuân
- Thạch Hà
- Vũ Quang

## Source
1. ↑  Area, population and population density in 2012 by province, General Statistics Office Of Vietnam (lire en ligne)

## Personnalités liées
- Nguyễn Du (1766-1820), poète vietnamien
- Xuân Diệu (1916-1985), poète vietnamien
- Cù Huy Cận (1919-2005), poète et homme politique vietnamien